# Malleola bicruris
Malleola bicruris är en orkidéart som först beskrevs av Johannes Jacobus Smith, och fick sitt nu gällande namn av Leslie Andrew Garay. Malleola bicruris ingår i släktet Malleola och familjen orkidéer.
Artens utbredningsområde är Sulawesi. Inga underarter finns listade i Catalogue of Life.